# سهام ثابت
سهام ثابت (1949-) هي ناشطة سياسية ولدت في بلدة بيت فوريك، الواقعة جنوب شرق محافظة نابلس. هي زوجة الشهيد الدكتور ثابت ثابت، القيادي في حركة فتح، ولها من الأبناء ولدان وبنت. نشأت في مدينة نابلس، حيث أكملت تعليمها المدرسي. والتحقت بجامعة بغداد حيث حصلت على درجة البكالوريوس في طب الأسنان عام 1974. افتتحت سهام ثابت عيادة خاصة لطب الأسنان في مدينة طولكرم، حيث عملت بها حتى عام 2006. عملت في هذا المجال لعدة سنوات قبل أن تنخرط بشكل أكبر في العمل السياسي والاجتماعي.

## النشاط السياسي
بدأت سهام ثابت نشاطها السياسي منذ أيام دراستها في المدرسة، حيث كانت تشارك في المسيرات والمظاهرات ضد الاحتلال. استمر انخراطها في الحركة الوطنية أثناء دراستها الجامعية في العراق، حيث كانت عضواً في الاتحاد العام لطلبة فلسطين في العراق، وأيضًا عضواً في الهيئة الإدارية للاتحاد في كلية طب الأسنان بجامعة بغداد.

## حياتها المهنية
انتُخبت ثابت عضوًا في المجلس التشريعي الفلسطيني عن حركة فتح في عام 2006. تولت عضوية لجنتي الاقتصاد والتربية والتعليم في المجلس التشريعي، وانضمت لمجموعتي العمل السياسي والاقتصادي التابعتين لكتلة فتح البرلمانية. كما شغلت عضوية المجلس الوطني الفلسطيني بحكم عضويتها في المجلس التشريعي. وشاركت سهام ثابت في المؤتمر السادس لحركة فتح الذي عقد في بيت لحم عام 2009، وانتُخبت عضوًا في المجلس الثوري للحركة حتى عام 2016. كما شغلت منصب عضو إقليم حركة فتح، ومقررة المكتب الحركي لطب الأسنان في محافظة طولكرم. في عام 2016، تم اختيارها ضمن 53 شخصية قيادية في حركة فتح لعضوية المجلس الاستشاري التابع للحركة.

## النشاط المجتمعي والمؤسساتي
نشطت سهام ثابت في حملات التوعية المجتمعية بالتعاون مع عدة جهات، مثل جامعة خضوري، كما اهتمت بقضايا المتضررين من الكوارث. كانت عضوًا في العديد من المؤسسات الاجتماعية، مثل جمعية الهلال الأحمر الفلسطيني، الهيئة العامة لدار اليتيم في طولكرم، وجمعية الاتحاد النسائي الفلسطيني في المحافظة، بالإضافة إلى لجنة المرأة للعمل الاجتماعي التابعة لحركة فتح.